# I örnens klor
I örnens klor (engelska: Shining Through) är en amerikansk dramafilm som utspelar sig under andra världskriget. Den hade biopremiär i USA den 31 januari 1992. David Seltzer står för regin och historien är baserad på en bok av Susan Isaacs. I huvudrollerna ses Michael Douglas, Melanie Griffith och Liam Neeson.

## Handling
Året är 1940 och andra världskriget pågår. Den amerikanska sekreteraren Linda Voss (Melanie Griffith) övertalar Ed Leland (Michael Douglas), överste inom USA:s underrättelsetjänst, att under täckmantel få resa till Nazityskland som spion. Voss förs till fiendens linjer och lyckas ta sig ända in i hemmet till en högt uppsatt SS-officer (Liam Neeson). Voss har nu att slutföra sitt farliga uppdrag och ta sig helskinnad ur Tyskland...

## Om filmen
Kostymören Marit Allen designade filmens kläder, bland annat Griffiths vita aftonklänning i sidengeorgette och crêpe de chine.

## Rollförteckning (urval)
- Michael Douglas – Ed Leland
- Melanie Griffith – Linda Voss
- Liam Neeson – Franz Dietrich
- John Gielgud – Sunflower